# Sunusi Ibrahim
Sunusi Ibrahim (Keffi, 1º ottobre 2002) è un calciatore nigeriano, attaccante del Montréal Impact.

## Carriera

### Club

#### Gli inizi
Il 12 gennaio 2021 viene ingaggiato dal Montréal Impact. Il 13 maggio esordisce in MLS subentrando negli ultimi 16 minuti di gioco contro l'Atlanta United. Il 15 agosto realizza la prima rete con i canadesi durante il match di campionato contro il N.Y. Red Bulls.

### Nazionale
Ha giocato con la selezione giovanile Under 23 nigeriana, giocando con l'U-23 la Coppa d'Africa di categoria.

## Statistiche

### Presenze e reti nei club
Statistiche aggiornate al 23 febbraio 2025.
| Stagione           | Squadra            | Campionato         | Campionato | Campionato | Coppe nazionali | Coppe nazionali | Coppe nazionali | Coppe continentali | Coppe continentali | Coppe continentali | Altre coppe | Altre coppe | Altre coppe | Totale | Totale |
| Stagione           | Squadra            | Comp               | Pres       | Reti       | Comp            | Pres            | Reti            | Comp               | Pres               | Reti               | Comp        | Pres        | Reti        | Pres   | Reti   |
| ------------------ | ------------------ | ------------------ | ---------- | ---------- | --------------- | --------------- | --------------- | ------------------ | ------------------ | ------------------ | ----------- | ----------- | ----------- | ------ | ------ |
| 2018-2019          | Nasarawa United    | PFL                | 2          | 0          |                 | -               | -               |                    | -                  | -                  |             | -           | -           | 2      | 0      |
| 2019-2020          | Nasarawa United    | PFL                | 0          | 0          |                 | -               | -               |                    | -                  | -                  |             | -           | -           | 0      | 0      |
| Totale Nasarawa    | Totale Nasarawa    | Totale Nasarawa    | 2          | 0          |                 | -               | -               |                    | -                  | -                  | -           | -           | -           | 2      | 0      |
| mar.-dic. 2021     | CF Montréal        | MLS                | 26         | 4          | CC              | 2               | 0               |                    | -                  | -                  |             | -           | -           | 28     | 4      |
| 2022               | CF Montréal        | MLS                | 6          | 0          | CC              | 1               | 3               | CCL                | -                  | -                  |             | -           | -           | 7      | 3      |
| 2023               | CF Montréal        | MLS                | 25         | 3          | CC              | 3               | 3               |                    | -                  | -                  | LC          | 1           | 0           | 29     | 6      |
| 2024               | CF Montréal        | MLS                | 26         | 6          | CC              | 2               | 0               |                    | -                  | -                  | LC          | 3           | 1           | 3      | 1      |
| 2025               | CF Montréal        | MLS                | 1          | 0          | CC              | -               | -               |                    | -                  | -                  | LC          | -           | -           | 1      | 0      |
| Totale CF Montréal | Totale CF Montréal | Totale CF Montréal | 84         | 13         |                 | 6               | 6               |                    | -                  | -                  |             | 4           | 1           | 94     | 20     |
| Totale carriera    | Totale carriera    | Totale carriera    | 86         | 5          |                 | 6               | 6               |                    | -                  | -                  | -           | 4           | 1           | 96     | 20     |

## Palmarès

### Club
- Canadian Championship: 1

CF Montréal: 2021

### Individuale
- Capocannoniere del Canadian Championship: 2

2022 (3 reti), 2023 (3 reti)